# Monts Bamboutos
Les monts Bamboutos sont un groupe de volcans basés sur une vague de la ligne volcanique du Cameroun. Avec 2 740 m, le mont Bamboutos est le troisième plus haut sommet du Cameroun après le mont Cameroun et le mont Oku.

## Géographie

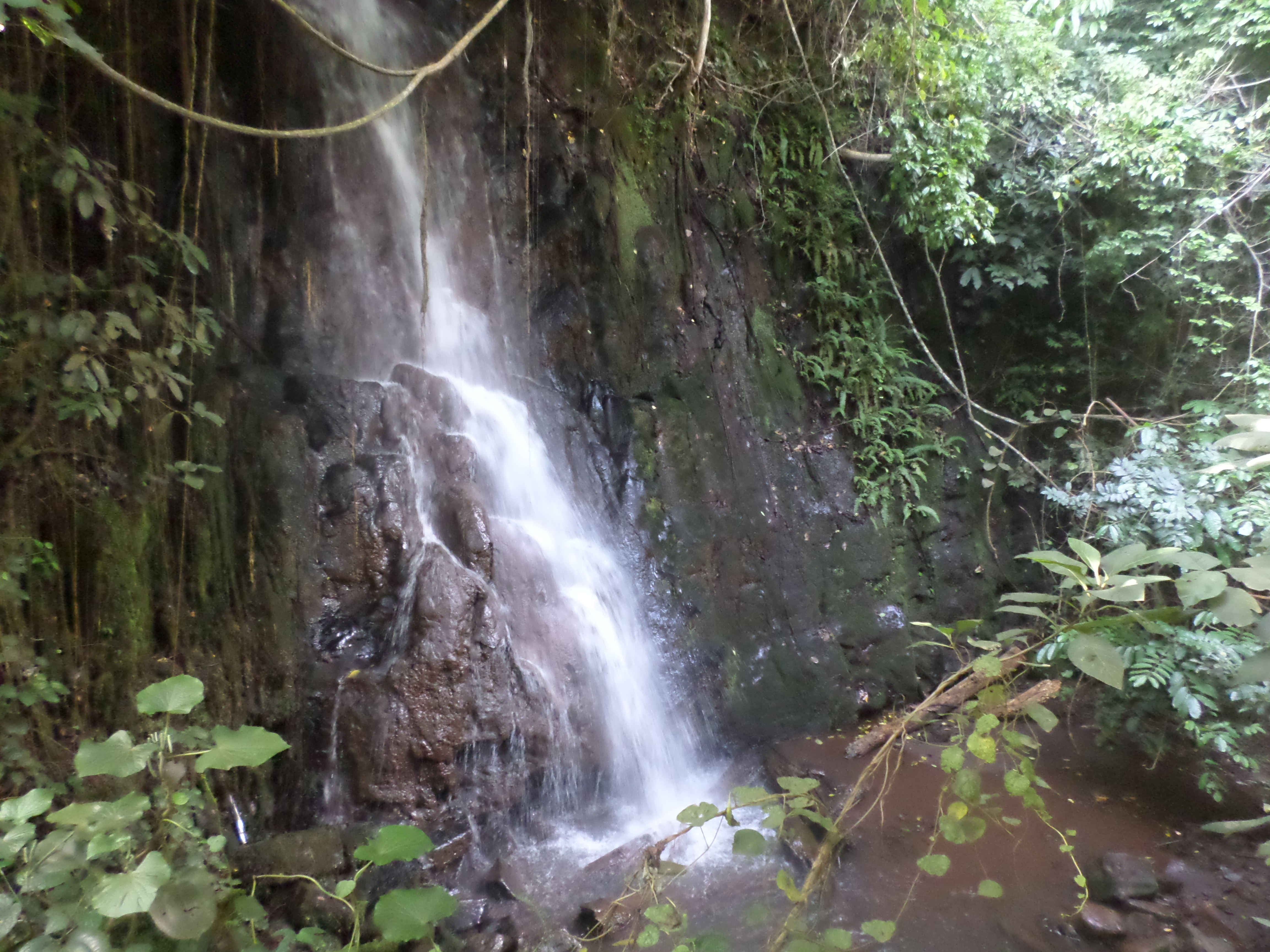
Chute d'eau dans les Bamboutos.

Les monts Bamboutos se situent sur le plateau ouest du Cameroun, fusionnant au nord avec le champ volcanique du mont Oku.
Ce grand complexe volcanique s’étend du nord-est au sud-ouest sur environ 50 km. Son point le plus haut atteint 2 679 mètres sur le bord d’une caldeira de 10 km de diamètre. On estime que la lave date d’il y a 6 à 23 millions d’années.
La partie la plus élevée du massif, culminant à 2 000 m d'altitude, a un climat doux et nuageux. Il tombe 2 510 millimètres de précipitations par an. Les sols sont acides, ont une faible teneur en phosphate et sont relativement stériles.

## Histoire
Les expropriations de paysans sont très fréquentes durant la période coloniale sur les versants des monts Bamboutos afin de laisser place aux plantations de café tenues par des colons.

## Activités

### Agriculture
À cause de la pression de la population, l’agriculture est pratiquée sur des pentes abruptes ce qui mène à l’érosion et au déclin de la fertilité. Le bétail paît également sur ces pentes où la culture de la nourriture n’est pas une activité économique,,.

### Tourisme
Un dispositif institutionnel de promotion du tourisme est programmé avec le mont Bamboutos comme site touristique à aménager. L’organisme allemand de coopération GIZ doit financer l’aménagement et a engagé les études de faisabilité. Le potentiel touristique et économique est jugé attrayant.